# Eusebio Juliá
Eusebio Juliá (25 de marzo de 1826-5 de enero de 1895) fue un fotógrafo español del siglo XIX que ejerció su actividad profesional en Madrid y París.

## Biografía
Eusebio Dimas Juliá y García-Núñez nació en Madrid en el seno de una familia afín a las artes. Su padre era músico y le animó a estudiar en el conservatorio y convertirse en instrumentista. También recibió clases de dibujo en la Real Academia de San Fernando bajo la tutela de su tío abuelo el pintor Juan Antonio Ribera.
Inició su trabajo profesional en 1854 como administrador de una editorial pero al mismo tiempo hacía fotografías y a continuación abrió su estudio en Madrid en 1855. Unos años después abrió nuevos gabinetes en otras ciudades españolas y en París. En 1855 su estudio en Madrid estaba en la calle Visitación, número 1, trasladándose en 1864  a la calle Príncipe, número 27. En 1881 traspasó su negocio a Francisco Amayra y Bustillo, acabando con su actividad fotográfica. Mientras estuvo ejerciendo su estudio destacó por los buenos resultados que obtenía en la fotografía de niños.
Un tipo de trabajo que ofrecía con bastante aceptación del público eran sus almanaques y álbumes de vistas con retratos de personalidades que comercializaba tanto en formato de "tarjeta de visita" como a tamaño natural. Puede destacarse su serie de protagonistas de la actualidad que eran retratos de artistas y se exponían en los escaparates de la Puerta del Sol. Así en 1861 existían cerca de cien retratos de escritores, con la intención de completar también el catálogo de los actores del momento. En 1862 creó la Galería biográfica de españoles célebres. Existen retratos suyos de los reyes Isabel II, Amadeo I y Alfonso XII, también de generales como Juan de Zabala, Manuel Pavía y Miguel de la Vega Inclán, así como de numerosos actores, músicos o cantantes.
Su trabajo recibió diversos homenajes y galardones entre los que se puede destacar la medalla que obtuvo en la Exposición Universal de París de 1867.
Gran parte de sus fotografías de estudio se han conservado gracias a la colección de Manuel Castellano, que fue adquirida por la Biblioteca Nacional de España, pero también existen fotos suyas en otros fondos como el del Museo Naval de Madrid.

## Nota
1. ↑  «Eusebio Juliá» según el VIAF,[1] aunque en el Diccionario histórico de la fotografía de Paloma Castellanos aparezca como «Eugenio Juliá».[2]